# Liotyphlops anops
Espèce
Synonymes
- Helminthophis anops Cope, 1899
- Liotyphlops metae Dunn, 1944

Liotyphlops anops est une espèce de serpents de la famille des Anomalepididae. 

## Répartition
Cette espèce est endémique de Colombie. Elle se rencontre dans les départements de Santander et du Cundinamarca.

## Publication originale
- Cope, 1899 : Contributions to the herpetology of New Grenada and Argentina, with descriptions of new forms. The Philadelphia Museums Scientific Bulletin, n. 1, p. 1-19 (texte intégral).